# Valdecigüeñas
Valdecigüeñas este o arie protejată (arie specială de conservare — SAC, sit de importanță comunitară — SCI) din Spania întinsă pe o suprafață de 3.734,88 ha, integral pe uscat.

## Localizare
Centrul sitului Valdecigüeñas este situat la coordonatele 38°03′09″N 5°56′53″W / 38.0525°N 5.948056°V.

## Înființare
Situl Valdecigüeñas a fost declarat sit de importanță comunitară în decembrie 1997 pentru a proteja 20 de specii de animale. Situl a fost protejat și ca arie specială de conservare în mai 2015.

## Biodiversitate
Situată în ecoregiunea mediteraneană, aria protejată conține 8 habitate naturale: Pseudostepă cu ierburi și specii anuale de Thero-Brachypodietea, Pajiști umede mediteraneene cu ierburi înalte de Molinio-Holoschoenion, Galerii și tufărișuri riverane sudice (Nerio-Tamaricetea și Securinegion tinctoriae), Păduri de Quercus ilex și Quercus rotundifolia, Tufărișuri termo-mediteraneene și de pre-deșert, Dehesas cu Quercus spp. perene, Iazuri temporare mediteraneene, Pante stâncoase calcaroase cu vegetație casmofită.
La baza desemnării sitului se află mai multe specii protejate:
- păsări (12): vulturul negru (Aegypius monachus), ciocârlie-de-câmp (Alauda arvensis), Apus caffer, Aquila adalberti, acvilă de munte (Aquila chrysaetos), barză neagră (Ciconia nigra), Galerida theklae, rândunică roșcată (Hirundo daurica), ciocârlie de pădure (Lullula arborea), prigoare (Merops apiaster), pitulice de munte (Phylloscopus bonelli), silvie de tufiș (Sylvia undata)
- amfibieni (1): Discoglossus galganoi
- nevertebrate (1): fluturele auriu (Euphydryas aurinia)
- pești (4): Cobitis paludica, Pseudochondrostoma polylepis, Pseudochondrostoma willkommii, Rutilus lemmingii
- reptile (2): țestoasa de baltă (Emys orbicularis), Mauremys leprosa

Pe lângă speciile protejate, pe teritoriul sitului au mai fost identificate 4 specii de amfibieni, 1 specie de mamifere, 2 specii de reptile.